# Bomberos Albacete
El Servicio Contra Incendios y Salvamento de Albacete (SCIAB), también conocido como Bomberos Albacete, es un cuerpo de bomberos de España que opera en la ciudad de Albacete. Nació en 1862.

## Historia
El origen del Servicios Contra Incendios y Salvamento de Albacete se sitúa el 11 de noviembre de 1862, cuando el Ayuntamiento de Albacete creó la Brigada de Zapadores Bomberos. En sus comienzos estuvo integrada por profesionales voluntarios que estaban organizados como una compañía de zapadores de ingenieros del ejército.
En 1911 se establece la dedicación casi exclusiva, y ya en 1940 se compone por funcionarios profesionales como en la actualidad. En 1985 recibe su nombre actual de Servicios Contra Incendios y Salvamento de Albacete. En 1987 se construyó el Parque de Bomberos de Albacete, convirtiéndose en el primer edificio de la ciudad diseñado y construido para tal fin. En 2004 el cuerpo se estructura en dos secciones y se dota de la central de llamadas 080.

## Secciones
El Cuerpo de Bomberos de Albacete se estructura en dos secciones: la Sección de prevención y formación y la Sección de extinción y mantenimiento.
La Sección de prevención y formación tiene como misión el asesoramiento técnico contra incendios, la prevención, la formación o velar por el cumplimiento de las normas del cuerpo de bomberos entre otras cuestiones.
La Sección de extinción y mantenimiento responde al control de emergencias y siniestros con el fin de proteger a las personas, así como a los bienes materiales y el medio ambiente.

## Central de comunicaciones 080

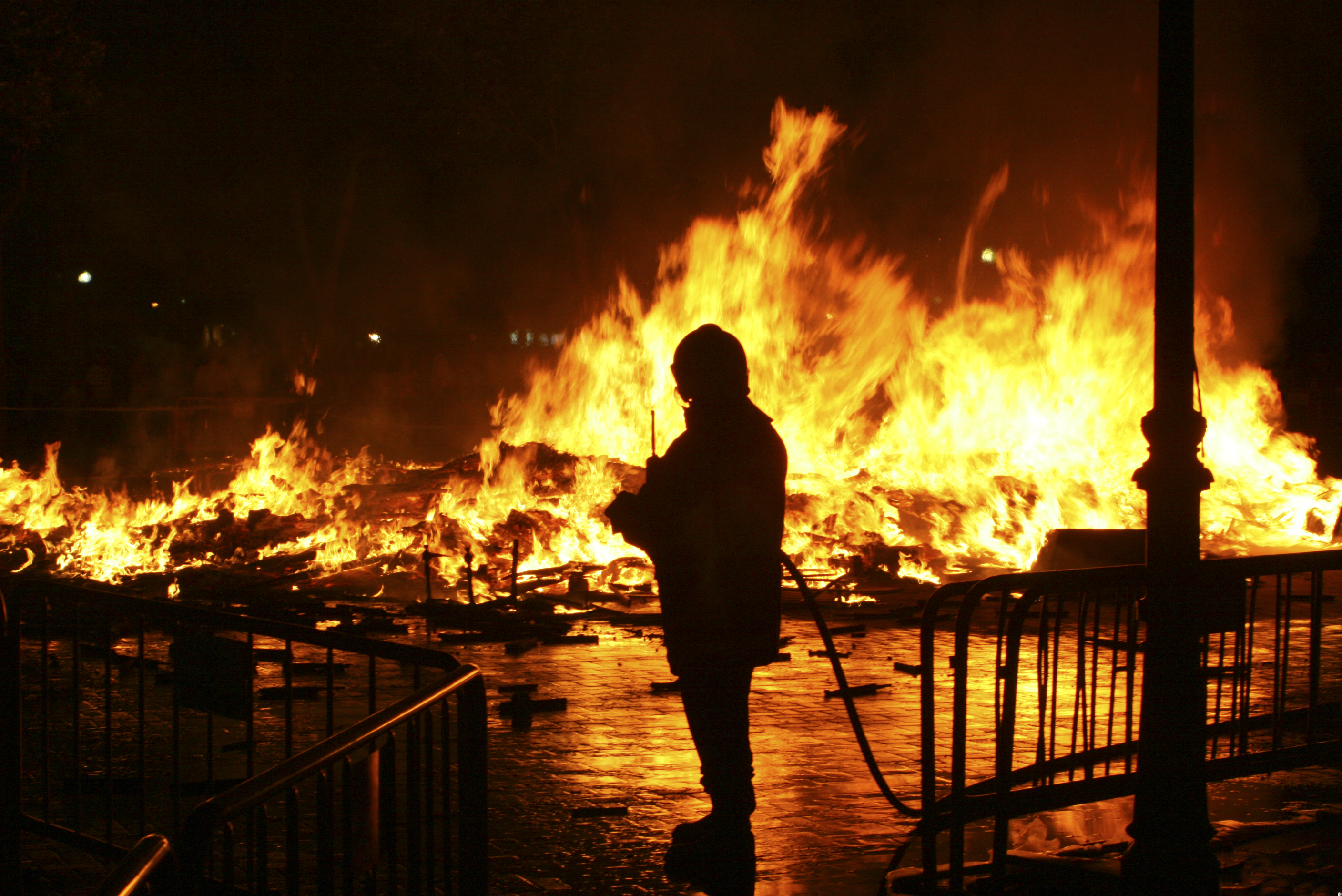
Bombero del SCIAB apagando un incendio.

La respuesta a un siniestro comienza por la central de comunicaciones 080, desde donde se obtiene la información y se coordinan las actuaciones.
La mayor parte de las actuaciones se producen a raíz de llamadas al número de teléfono gratuito 080, aunque una parte de ellas viene alertada por otros medios, como el 112, la Policía Local de Albacete u otros servicios.

## Sede
El Parque de Bomberos de Albacete está situado al norte de la capital, en la Avenida Cronista Mateo y Sotos, dentro del barrio de Los Llanos del Águila. Ocupa una superficie de 14.000 m².

## Actuaciones
En 2013 el SCIAB realizó 1678 actuaciones, la mayoría dentro del término municipal de Albacete, de las que 858 correspondieron a actuaciones técnicas y de prevención y 830 a actuaciones de extinción y salvamento.

## Museo
El 8 de marzo de 2009 se inauguró oficialmente el museo del parque, coincidiendo con la jornada de puertas abiertas con motivo de la festividad del patrón San Juan de Dios. Al acto de inauguración acudió la alcaldesa de Albacete y una representación de la corporación municipal. 
El museo está abierto a ciudadanos, personas que acuden a cursos, visitas de colegios al parque, y cualquier otra visita institucional o de miembros de otros parques que deseen visitarlo. En el museo se guardan objetos y documentos relativos a la historia de los Bomberos de Albacete, así como donaciones recibidas e intercambios que se han realizado con parques de bomberos de España y otras ciudades del mundo.